# 秦可大
秦可大（？—？），字仲受，號杜村，陝西西安府咸寧縣人，匠籍，明朝政治人物。目睹嘉靖三十四年十二月十二日（1556年1月23日）陝西嘉靖大地震慘狀。

## 生平
嘉靖二十二年（1543年）癸卯科陝西鄉試第二十名舉人，三十二年（1553年）癸丑科三甲第一百十二名進士。刑部觀政，授東光縣知縣，三十七年（1558年）調光山縣知縣，歷升兵部武選司郎中，隆慶元年（1567年）升山西布政使司右參議，二年（1568年）八月升山西按察司副使，四年（1570年）正月遭論劾，回籍聽勘，七月起復原職，萬曆三年（1575年）九月調四川按察司副使、兵備建昌，五年（1577年）正月升山西行太僕寺卿兼山西按察司僉事，六年（1578年）八月致仕歸里。

## 著作

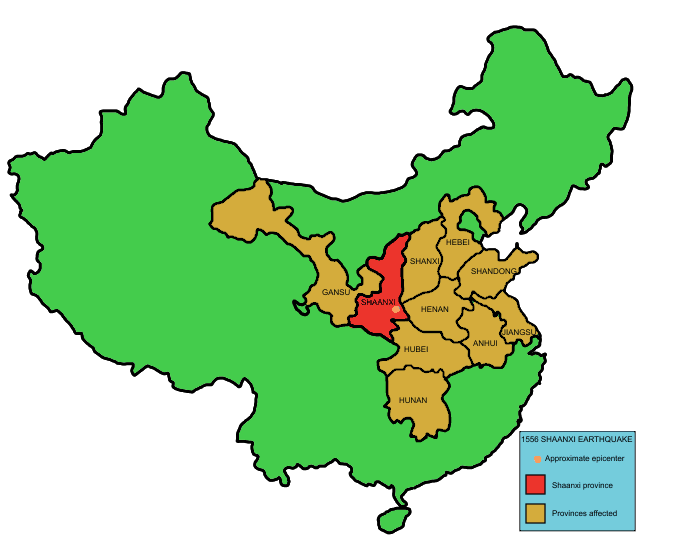
1556年嘉靖大地震，人類歷史上死亡人數最多的一次地震

嘉靖三十四年十二月十二日（1556年1月23日），華縣發生約八級大地震，造成全國死亡人數高達83萬（未包括沒有登記戶口的居民）。當時秦可大身在西安府，接近重災區。他親眼目睹地震慘狀，“萬家房舍一時摧裂”，四更時，地震更劇烈，直到五更時才“少定”，寫下《地震記》。

## 家族
曾祖秦庠，壽官；祖父秦福，贈鳳陽府同知；父秦登，左長史，贈參議。母解氏（贈宜人）；繼母賀氏（封宜人）。兄秦可久（府通判），弟秦可貞、秦可觀、秦可繼。